# 春よ、来い (テレビドラマ)
『春よ、来い』（はるよ、こい）は、1994年（平成6年）10月3日から翌1995年（平成7年）9月30日まで放送されたNHK連続テレビ小説の第52作。NHK放送開始70周年記念作品。全307回。

## 概要
原作者・橋田壽賀子の自伝的小説作品のドラマ化。主人公が大学進学のために単身で上京するところから、脚本家として成功した後、夫の死を見送るまでを描いた。
ヒロインは当初、安田成美が務めたが太平洋戦争のシーンの後で突如降板し、その後（33歳から64歳まで）は中田喜子が務めた。そのため安田が演じた前半を「第一部」、中田が演じた後半を「第二部」としている。
1991年度の『君の名は』以来の1年間の放送となった。『おしん』、『おんな太閤記』、『いのち』など多くのヒット作を生んできた橋田壽賀子の自伝的作品だったが、初回視聴率27%、期間平均視聴率24.7%、最高視聴率は29.4%と1度も30%を上回ることはなかった（視聴率はビデオリサーチ調べ）。
放送ライブラリーでは第1回が公開。

## あらすじ

### 第一部
最愛の夫の癌を知らされた人気脚本家の高倉（矢野原）春希は、仕事に対する意欲を失い、伊豆の自宅で夕日を見つめながら自分の人生を振り返る。戦争を乗り越えながらも女子大、大学へと進学し、そして友、映画、シナリオと出会い、自分の進むべき道を模索していく。

### 第二部
両親を相次いで亡くし、恋人である洋介とも別れ自暴自棄になった春希は自殺未遂騒動を起こす。しかし、撮影所で知り合った花井凉子やその家族などに支えられ次第に自立への道を辿っていく。そして矢野原高志と出会いやがて結婚。周囲の理解や協力もあり春希は脚本家として順調な道を歩むが、高志が病に倒れる。

## 主役の交代
当初は安田が1年間ヒロインを演ずる予定で、1週目に夫の癌に動揺する老齢のヒロインを安田が老けメイクで演じるシーンがあったが、撮影途中の1995年2月に「肉体的精神的な疲労による体調不良」を理由に突如降板した。これを受けて記者会見を開いた橋田は、「飼い犬に手を噛まれた」と安田への不快感を示した。
降板の真相については「台本の仕上がりが遅く長ゼリフのため負担を感じていた」「戦時下の描き方に不満を抱いていた」など諸説ある。評論家の塩田丸男もレギュラーコメンテーターとして出演していた『おはよう!ナイスデイ』（フジテレビ）内で「太平洋戦争肯定に抵抗感があったから降板した」と解説したが、安田の非公開の出自について言及したことを問題視され、同番組を降板した。一方、高堀冬彦は「歴史観の違い」は理由ではなかったとし、「先に別のベテラン女優が橋田の脚本に馴染めずに意見が対立するようになり、安田がそれに同化していった」「そもそも視聴率が伸びず現場のムードが悪かった」ことを理由に挙げた。

## 出演

### 第一部・第二部共通
高倉春希 → 矢野原春希
演 - 安田成美（第1部） → 中田喜子（第2部）
ヒロイン。女子大行きをリュウに反対されるが大造や叔母のコウ、アイの後押しを受け上京。女子寮生活を送るが戦争の勃発により女子大閉鎖となり、海軍経理統制部に勤務。終戦後、言語学者を目指し大学へ進学。そこで竹中洋介や演劇と出会い芸術科へ転学。脚本家として生きていく決意をするが両親が相次いで他界、そして恋人との別れから孤独になり自殺未遂騒動を起こす。だが凉子たちの協力もあり次第に自立。そして矢野原高志と出会い結婚。紆余曲折を経ながら脚本家としての道を歩んでいく。原作者の橋田壽賀子がモデル。
白井道子
演 - 大寶智子
春希の女学校時代の同級生。東京の女子大へ進学し後にアメリカ人と結婚するが離婚。通訳者として活躍する。
赤木英子
演 - 市川翔子
春希の女学校時代の同級生。大阪の女子医専へ進学し、その後産婦人科医となる。また残されたリュウの様子を見に度々訪れる。
大田笑子
演 - 魏涼子
春希の女学校時代の同級生。東京の女子大へ進学し結婚するが夫が戦死。その後自ら不動産会社を起こす。
水川コウ
演 - 淡島千景
春希の伯母でリュウの長姉。高倉家と同じ大阪在住で度々様子を見に訪れる。空襲で高倉家が全焼した際は帰省してきた春希とリュウを引き取り面倒を見る。後に春希が脚本家として成功した際、高齢ながら上京し「春希は立派な親孝行をした、安心した」と告げる。原作者の伯母がモデル。
長坂アイ
演 - 渡辺美佐子
春希の伯母でリュウの次姉。東京在住で夫の平吉と長坂酒店を経営。嫁の民子とはうまくいっておらず喧嘩を繰り返している。また春希が大学進学を決めた際、勉強部屋を新たに建設するなど積極的に協力をする。夫の平吉に妾と子どもがいることが判明するとショックを受けるが、存在を理解し妾の所へ平吉を行かせる。後に離婚。その後も肩身の狭い思いをしながら生活していたが、平吉が倒れると春希が借りたアパートに移り、平吉の身元を引き取り世話をする。平吉の死後、心筋梗塞で死去。原作者の伯母がモデル。
長坂平吉
演 - 片岡鶴太郎
アイの夫。アイより十二歳年下。「長坂酒店」をアイと共に営む。春希が大学進学をする際、大造が大学進学を許さず入学金を払おうとしないことを知り、自ら入学金を払うなど、アイと共に春希の世話をする。また佐藤かねという妾と子どもがおりそれがアイに知れてしまうがアイの理解により子どもを認知。アイの目を見つつ、長坂家とかねの間を行き来するようになる。後年、脳溢血で倒れるとアイに身元を引き取られリハビリに励むが肺炎を引き起こし死去。
長坂伸三
演 - 勝村政信
アイ・平吉夫婦の養子。アイと妻の民子が喧嘩ばかりしており二人の板挟みになっている。しかしアイの立場は常に理解しており民子の言動に注意することはあるものの、民子にあしらわれている。
山田サダ
演 - あき竹城
伸三の姉で材木屋を経営している。山形在住。東京が空襲にあい、その現状を見て日本の将来に絶望していた春希、道子、英子が平吉に誘われて山形へ行きそこで初めて出会う（春希たちはそこで黄金の稲穂を見て日本はまだ大丈夫だという希望を湧かせることになる）。苦労しながらも訪ねてきてくれた春希たちを手厚くもてなす。その後、仕事がなく悩んでいる春希に「自分はテレビドラマが好きだ、春希さんにもテレビドラマを書いて欲しい」と告げる。
佐藤かね
演 - 渡辺えり子
平吉の妾。平吉との間に子をなしている。
里村弘子
演 - 寺田路恵
桜華女子大寮「あけぼの寮」寮母。終戦後、寮へ戻ってきた春希の姿をみると歓迎する。
相沢豊子
演 - 山下容莉枝
春希の女子大の先輩。寮全体を統括するお主婦さまを勤めている。家政科四年。
山根久子
演 - 高橋理恵子
春希の女子大の先輩。
川原則子
演 - あまのゆうこ
春希の女子大の先輩。
宗田千加子
演 - 中原果南
春希の女子大の後輩。
竹中由子 → 神田由子
演 - 中島ひろ子
春希の女子大の同級生。洋介の演劇グループに入り共に演劇活動を行う。のち洋介と結婚。しかし結婚を機に洋介が会社や金銭的なことばかりを気にするようになると、自身もアルコール中毒になり倒れてしまう。しかし春希や洋介の説得により理解を示すようになる。後年、洋介と共に再び劇団を立ち上げる。
竹中洋介
演 - 赤井英和
春希の大学の同級生。もとは海軍の職業軍人。春希とは入試の際、席が隣同士になり知り合う。演劇に興味があり芸術科へ進学。演劇に全く興味を示さなかった春希を演劇の世界に引き込んでしまったことに責任を感じている。のち、春希と同居する関係にまでなるが演劇の道も諦め春希とも別れることになる。その後由子と結婚し、由子の実家である建設会社に就職する。しかし会社や世間体のことばかりを気にするようになり由子や智美との関係も悪化するが説得により理解を得ると、かつての演劇への希望を取り戻し始める。後年、自ら劇団を立ち上げ、若い役者の育成を目指すことになる。
竹中智美
演 - 西部里菜
洋介の妹。兄の洋介の暮らしのために大阪でお好み焼き屋を経営。のち百瀬と結婚するも百瀬が去ってしまい、さくら亭で息子の大輔と共に世話になる。百瀬のことを巡って兄との確執が生じるが洋介の説得により蟠りが溶け、兄の元へ戻ることになる。
百瀬竜太
演 - 椎名桔平
大造の部下。大造が春希の婿にと考えていたが春希が大学進学をしてしまい断念。春希には「あなたのしたいことを思う存分やってほしい、私はそれが一番嬉しい」と告げる。後に智美と結婚し洋介の会社へ入社するが、洋介との意見の食い違いにより退社。智美の他に女性を作り、去る。
君塚良平
演 - 前田淳
春希・洋介の大学の同期。洋介の演劇グループの一員。後年ドラマの脚本家を務める。
村山哲
演 - 山崎銀之丞
春希・洋介の大学の同期。
坂上淳
演 - 有薗芳記
春希・洋介の大学の同期。
豊田りき
演 - 藤田弓子
大造が東京に来る際いつも贔屓にしている料亭「とよた」の女将。大造にはお世話になったことから大造やリュウの死後も春希の世話を積極的にみる。春希に「とよた」をついで欲しいと願っているが、脚本家として成功する様子をみて断念する。

### 第一部のみ
高倉大造
演 - 高橋英樹
春希の父。朝鮮で事業をしており大阪の自宅へは一年のうち数日しか帰ってこない。春希が女子大へ進学希望をした際、猛反対をするリュウを説得させ女子大へ行かせる。また春希の婿にと部下の百瀬を考えていたが春希が大学進学の意欲を持っていることを知ると憤慨。勘当宣言をするも影では春希を応援していた。リュウの死後、後を追うように心臓発作で死去。原作者の父がモデル。
高倉リュウ
演 - 倍賞美津子
春希の母。春希には女学校卒業後、ゆっくり花嫁修業をさせてあげたいと思っていたが女子大進学を希望していることに腹をたてる。しかしアイやコウ、大造の説得により認めざるを得なくなる。心では春希らと時間を過ごしたいと願っているが戦争の勃発により叶わぬことに。大阪の家が空襲で全焼した際は長姉のコウの家へ春希と共に身を寄せる。春希が大学進学を希望した際は、自分の思う道を進ませてあげたいと思っていた。後年、体調不良を訴え子宮筋腫であることが発覚。手術をするも転移が認められ亡くなる。原作者の母がモデル。
水川道太
演 - 長門勇
コウの夫。会社の重役を勤めていたこともあり傲慢な態度がみられる。高倉家が空襲で全焼すると春希とリュウの身元を引き取るが厄介払いをし追い出そうとする。
長坂民子
演 - 香坂みゆき
伸三の妻。アイとの関係は悪く衝突を繰り返している。春希が長坂家に世話になった際は邪魔者扱いをし迷惑の表情を見せつける。後に伸三と離婚。
野中誠
演 - 東根作寿英
春希の初恋の相手。上京後も春希とは度々会い愛を深めていこうとするが、自ら特攻隊に入隊し、戦死する。
瀬田元子
演 - 清水由貴子
「あけぼの寮」の栄養士。戦時中、物資不足の中で「もっと力のつくものを食べさせてあげたい」と嘆く。後にフランス料理店を立ち上げる。
朝子
演 - 石村昌子
春希の女学校の先輩。
令子
演 - ひがし由貴
春希の女学校の先輩。
弘田朱美
演 - 鈴木美恵
春希の女学校の後輩。終戦後、入学してくるが寮の既存規則に反発、春希たちと対立する。
川口ふみ
演 - 杉村春子
桜華女子大教授。源氏物語を春希たちに教える。
旗野
演 - 久米明
桜華女子大教授。春希が言語学者を目指そうとした契機を作る。
加納宗治 / 加納ミツ
演 - 八木光生 / 南風洋子
戦時中、春希が下宿をしていた家の老夫婦。自分たちの本当の子のように愛情を持って接する。しかし戦後、夫婦で心中。
加納武
演 - 中田浩二
宗治の弟。戦争状況が悪化すると兄を頼ってやってくる。下宿していた春希を追い出そうとする。
夏目みどり
演 - 福家美峰
海軍経理統制部の春希の同僚。
水沢信吾
演 - 矢島健一
海軍経理統制部の春希の上司。元は大学教員だった。戦後、春希のために試験をするなどして大学進学を応援する。
水沢伊乃
演 - 八木昌子
信吾の母。春希を信吾の嫁にと思っている。
京子
演 - 野川由美子
春希が短期間のアルバイトをした大阪のナイトクラブ「アムール」の主人。
曽根緑雨
演 - 上條恒彦
洋介たちの演劇チームが集う喫茶店「ミチル」の主人。
相川光
演 - 林和義
春希・洋介の大学の同期。
淡野昭
演 - 岡安泰樹
春希・洋介の大学の同期。
井上忠
演 - 相島一之
春希・洋介の大学の同期。
塚田英之
演 - 井田州彦
春希・洋介の大学の同期。
原口
演 - 草薙幸二郎
リュウの主治医。
村越
演 - 北村総一朗
村越君枝
演 - 衣通真由美
村越ルリ
演 - 春木みさよ
池田フキ
演 - 島村晶子
滝川友枝
演 - 春やすこ
曽我公明
演 - 三上真一郎
森口道夫
演 - 斎藤洋介

### 第二部のみ
花井凉子
演 - いしだあゆみ
春希が撮影所で知り合った衣装係の女性であり親友。春希が自殺未遂を起こした際、積極的に世話をし自らの実家であるさくら亭へ下宿させる。映画会社で仕事をしていくつもりだったが、実績と俳優仲間からの信頼度を山名に認められ、テレビ局プロデューサーへと転職。春希とは互いに叱咤激励をし合いながら人生を歩んでいく。TBSプロデューサーの石井ふく子がモデル。
花井くめ
演 - 宝生あやこ
凉子の母でりきの姉。小料理屋「さくら亭」の主人。高志に下宿していた春希を嫁にと勧める。また温子にはりきが経営する「とよた」を継がせる気でいた。「さくら亭」を建て直す直前から情緒不安定となり痴呆症の症状が見られるようになる。その直後、行方不明となり廃墟寸前となったさくら亭の階段の下で亡くなっているのが見つかる。
花井さくら
演 - 波乃久里子
凉子の姉。くめと共にさくら亭を営む。
花井史郎
演 - 磯部勉
さくらの夫。婿養子として花井家に入る。サラリーマンを辞め自動車の修理工場を立ち上げ成功する。高志が入院した際、伊豆にいる春希が東京に出てくることは難しいと考え、自ら春希と高志のサポート役に徹する。
花井温子
演 - 谷川清美
凉子の妹。広告会社勤務。高志に好意を持ち身の回りの世話をするようになるが、矢野原家の気難しい面々を見て高志との結婚を諦める。
源六
演 - 下川辰平
「さくら亭」板前。
山本庄助
演 - 佐藤英夫
くめの幼馴染。源六が止めた後、時間のある時に「さくら亭」を手伝っている。
岡村正樹
演 - 宇津木誠
「さくら亭」板前。
矢野原高志
演 - 池田成志
ラジオ局社員、のち春希の夫。「さくら亭」へは上司の山名共々常連客であり春希ともそこで知り合う。春希と交流を深めるうちに次第に好意を持つようになりやがて結婚。お互いの意見や生活観の食い違いなどを経ながらも春希と夫婦生活を送っていくが、後年病に倒れ他界する。原作者の夫がモデル。
野波ヒナ
演 - 池内淳子
高志の長姉。二人の息子がいる。高志と同じ東京在住ということで度々様子を見にやって来る。
野波豪太
演 - 綿引勝彦
ヒナの夫。
矢野原一也
演 - 岡本信人
高志の長兄。両親と同居している。
矢野原智恵子
演 - 鷲尾真知子
一也の妻。
信代
演 - 二木てるみ
高志の次姉。
静江
演 - 吉宮君子
高志の三姉。
矢野原梅吉
演 - 今福將雄
高志たちの父。春希の舅。千葉在住。度々東京へ出てきて矢野原家にやってくる。酒好きが高じて肝臓癌が発覚した際は無理な体をおして孫の結婚式に出席。高志に嫁を大事にしろ、春希に高志を頼むと告げる。入院当日の朝、船で海釣りに出かけるがそのまま帰ってくることはなく遺体で発見される。
矢野原とき
演 - 赤木春恵
高志たちの母。春希の姑。長らく仕事が無く、婚期も遅れていた春希を不審がっていた。しかし次第に春希のことを嫁として認めるようになる。春希と高志が伊豆に別荘を建設し、遊びに来てほしいと呼ばれると喜び早朝から弁当を作るが、その最中心臓発作を起こし死去。
山名文平
演 - 前田吟
高志の上司。ラジオの仕事をしてきたが突然テレビに関わることになり悩んでいた。しかし部下の高志や凉子の説得でテレビの仕事に欲を燃やす。凉子の仕事ぶりや信頼度をみて、テレビプロデューサーへの道へと誘う。
山名美江
演 - 吉野由樹子
文平の妻。夫が凉子と親しい間柄であることを感じており、涼子に夫と別れてくれと迫る。
山路克己
演 - 金田明夫
文平の部下。
郷田昌弘
演 - 長谷川初範
撮影所の助監督。凉子と知り合い結婚するもお互いのすれ違いを感じ離婚。
石川昌也
演 - 山本耕史
ときの親戚の子。春希と高志の養子にと連れてきた。実直な青年で正式に養子縁組をしようとしたが、自ら清掃会社を仲間と立ち上げる決意をし去っていく。
前島いつか
演 - 星野真理
春希夫妻のアパートの隣人の子。母親に内緒で漫画本を預かっている。
前島綾
演 - 向井薫
いつかの母。
竹中大輔
演 - 大前潤治 → 国分太一（TOKIO）
竜太・智美の息子。役者の道を目指すようになる。
神谷友子
演 - 山岡久乃
神谷クリニックの医師。春希が胆嚢炎で倒れた際に知り合い、それから春希は信頼を寄せるようになる。梅吉や高志が発病した際も診察をし手ほどきをする。
小泉キリ子
演 - 泉ピン子
春希が懇意にしている女優。
立木定子
演 - 清水由貴子
春希が頼んだ矢野原家の家事手伝いの女性。
八田
演 - 大林丈史
高志の主治医。
工藤
演 - 近藤芳正
証券会社社員。

### その他
演 - 青木健、青沼神対馬、アキオ木村、麻志奈純子、明日香尚、新克利、阿部大和、網野あきら、荒山みつき、アンソニー・ネッラー、五十嵐五十鈴、池田功、諌元太治、石垣守一、市丸優、出光元、伊藤正博、伊藤里絵、井上裕季子、岩井涼人、岩国誠、上岡智恵子、尾井治安、大井紀美子、大井小町、大石順也、大石千暁、大木実、大塩武、大西民恵、大根田良樹、大森博、大矢兼臣、岡嶋恵、尾後あすか、押切優子、オセロともこ、オセロなほみ、小野沙織、笠井一彦、加世幸市、勝田裕子、桂明未、桂木朝美、加藤治、加藤忠夫、加藤祐子、門田裕、金子智栄、金丸健人、鹿野京子、神尾直子、神谷けいこ、亀山助清、鴨川てんし、河原さぶ、菅野達也、菊地かおり、木嶋秀夫、北川智繪、北村大造、木場勝己、木原みずえ、木村隼人、京極歩、桐山勲、金高美保、久保晶、栗須和秋、小嶋尚樹、児玉謙次、小宮山繭子、斉川一夫、齋藤ますみ、斉藤みどり、寒河江智子、定松結香、佐藤快純、佐藤広純、佐藤隆輔、真田五郎、實原邦之、澤井伽名子、志賀眞津子、重田千穂子、島英司、晶衛里仁、白井昌史、末廣唯、菅沼千晴、頭師孝雄、鈴木一江、鈴木智、鈴木芽乃、須永慶、住吉正博、園田裕久、高木早苗、高木慎、高橋智見、高橋光江、高橋豊、高橋亮治、篁友紀子、高柳葉子、武川修二、田尻直美、田中由美子、つじしんめい、寺岡光盛、寺西由季、照井寛、登坂瞳、中川謙一、中川弘、中崎達也、中里友市、中島元、中島美紀、中島美奈子、中田敦夫、中田博之、中野みゆき、長棟嘉道、中村万里、中村元則、中村由起子、夏川加奈子、西香織、西側有利子、西田留美、西牟田恵、沼崎悠、野中博之、野村信次、萩原等司、長谷川みゆき、服部美也子、羽田勝博、林邦史朗、林信宏、菱田雅明、平泉成、兵藤和子、福山象三、藤川真由美、藤田啓而、藤田英峰、藤本洋子、藤原啓児、布施美穂、冬木桃子、本田清澄、前田未来、松下惇、松原潤、松村明、松村彦次郎、松山幸次、馬渕真希、真山惠衣、真山典子、三浦優平、三上直也、三上瓔子、水田萠木、三觜要介、峰祐介、三村聡、宮島里奈、宮田圭子、宮田光、宮脇順、村上哲也、目黒幸子、森井睦、森喜行、森下貞義、森大輔、森千里、森次晃嗣、紋谷美和子、安井豊、康本美紀、谷津勲、柳田豊、山崎海童、山崎一也、山崎直樹、山崎満、山中勇、山本則子、山本弘、山本道子、山本素子、山本与志恵、山本廉、山脇登美子、友里ゆり、横山栄未、吉田文子、蘭紅徹、若田六郎、和田周

## スタッフ
- 作 - 橋田壽賀子[1][2][8]
- 音楽 - 松任谷正隆（マイカプロジェクト）[8]
- 主題歌 - 「春よ、来い」（作詞・作曲・歌 - 松任谷由実、編曲 - 松任谷正隆）
- 語り - 奈良岡朋子[8]
- 副音声解説 - 関根信昭
- 題字 - 榊莫山
- 時代考証 - 小野一成
- 大阪弁指導 - 大原穣子
- 山形弁指導 - 芝田陽子
- 演出 - 江口浩之[8]、小松隆、竹林淳、佐野元彦、越智篤志、後藤高久、平位敦、磯智明
- 制作統括 - 金澤宏次[8]
- 制作 - 阿部康彦
- 美術 - 増田哲[8]、岸聡光
- 技術 - 宝珠山隆博[8]、八木悟
- 撮影 - 浪川喜一[8]、佐々木達之助
- 照明 - 渡辺恒一、中村正則[8]、木村中哉
- 音声 - 山崎彰、鈴木恒次[8]
- 音響効果 - 若林宏[8]、米本満
- 映像技術 - 苗村真一郎、菊池正佳、横山一夫
- 記録・編集 - 阿部格[8]
- 美術進行 - 初美光次
- メイク - 栗山清
- 特殊メイク - 江川悦子
- 衣装 - 西村明美
- 番組広報 - 栗田裕

## 放送日程
| 週     | 回数      | 放送日              | 演出            |
| 1994年 | 1994年    | 1994年              | 1994年          |
| ------ | --------- | ------------------- | --------------- |
| 1      | 1 - 6     | 10月3日 - 10月8日   | 江口浩之        |
| 2      | 7 - 12    | 10月10日 - 10月15日 | 小松隆          |
| 3      | 13 - 18   | 10月17日 - 10月22日 | 江口浩之        |
| 4      | 19 - 24   | 10月24日 - 10月29日 | 小松隆          |
| 5      | 25 - 30   | 10月31日 - 11月5日  | 竹林淳          |
| 6      | 31 - 36   | 11月7日 - 11月12日  | 江口浩之        |
| 7      | 37 - 42   | 11月14日 - 11月19日 | 小松隆          |
| 8      | 43 - 48   | 11月21日 - 11月26日 | 竹林淳          |
| 9      | 49 - 54   | 11月28日 - 12月3日  | 江口浩之        |
| 10     | 55 - 60   | 12月5日 - 12月10日  | 小松隆          |
| 11     | 61 - 66   | 12月12日 - 12月17日 | 竹林淳          |
| 12     | 67 - 72   | 12月19日 - 12月24日 | 後藤高久        |
| 13     | 73 - 75   | 12月26日 - 12月28日 | 小松隆          |
| 1995年 |           |                     |                 |
| 14     | 76 - 79   | 1月4日 - 1月7日     | 小松隆          |
| 15     | 80 - 85   | 1月9日 - 1月14日    | 竹林淳          |
| 16     | 86 - 91   | 1月16日 - 1月21日   | 江口浩之        |
| 17     | 92 - 97   | 1月23日 - 1月28日   | 後藤高久        |
| 18     | 98 - 103  | 1月30日 - 2月4日    | 小松隆          |
| 19     | 104 - 109 | 2月6日 - 2月11日    | 竹林淳          |
| 20     | 110 - 115 | 2月13日 - 2月18日   | 江口浩之        |
| 21     | 116 - 121 | 2月20日 - 2月25日   | 後藤高久        |
| 22     | 122 - 127 | 2月27日 - 3月4日    | 小松隆          |
| 23     | 128 - 133 | 3月6日 - 3月11日    | 竹林淳          |
| 24     | 134 - 139 | 3月13日 - 3月18日   | 江口浩之        |
| 25     | 140 - 145 | 3月20日 - 3月25日   | 竹林淳          |
| 26     | 146 - 151 | 3月27日 - 4月1日    | 小松隆          |
| 27     | 152 - 157 | 4月3日 - 4月8日     | 江口浩之        |
| 28     | 158 - 163 | 4月10日 - 4月15日   | 江口浩之        |
| 29     | 164 - 169 | 4月17日 - 4月22日   | 竹林淳          |
| 30     | 170 - 175 | 4月24日 - 4月29日   | 小松隆          |
| 31     | 176 - 181 | 5月1日 - 5月6日     | 小松隆          |
| 32     | 182 - 187 | 5月8日 - 5月13日    | 竹林淳          |
| 33     | 188 - 193 | 5月15日 - 5月20日   | 後藤高久        |
| 34     | 194 - 199 | 5月22日 - 5月27日   | 江口浩之        |
| 35     | 200 - 205 | 5月29日 - 6月3日    | 小松隆          |
| 36     | 206 - 211 | 6月5日 - 6月10日    | 佐野元彦        |
| 37     | 212 - 217 | 6月12日 - 6月17日   | 竹林淳          |
| 38     | 218 - 223 | 6月19日 - 6月24日   | 後藤高久        |
| 39     | 224 - 229 | 6月26日 - 7月1日    | 江口浩之        |
| 40     | 230 - 235 | 7月3日 - 7月8日     | 小松隆          |
| 41     | 236 - 241 | 7月10日 - 7月15日   | 竹林淳          |
| 42     | 242 - 247 | 7月17日 - 7月22日   | 江口浩之        |
| 43     | 248 - 253 | 7月24日 - 7月29日   | 後藤高久        |
| 44     | 254 - 259 | 7月31日 - 8月5日    | 小松隆 越智篤志 |
| 45     | 260 - 265 | 8月7日 - 8月12日    | 竹林淳          |
| 46     | 266 - 271 | 8月14日 - 8月19日   | 小松隆          |
| 47     | 272 - 277 | 8月21日 - 8月26日   | 竹林淳 平位敦   |
| 48     | 278 - 283 | 8月28日 - 9月2日    | 磯智明          |
| 49     | 284 - 289 | 9月4日 - 9月9日     | 竹林淳          |
| 50     | 290 - 295 | 9月11日 - 9月16日   | 佐野元彦        |
| 51     | 296 - 301 | 9月18日 - 9月23日   | 小松隆          |
| 52     | 302 - 307 | 9月25日 - 9月30日   | 江口浩之        |